# Maude Barlow
Maude Victoria Barlow (nacida el 24 de mayo de 1947 en Toronto) es una activista y escritora canadiense. Es miembro fundador de The Council of Canadians, una organización no gubernamental de defensa de los ciudadanos. También es cofundadora del Proyecto Blue Planet, que trabaja internacionalmente por el derecho humano al agua. Maude preside la junta de Food & Water Watch con sede en Washington, es miembro fundador del Foro Internacional de Globalización con sede en San Francisco y Consejera del World Future Council con sede en Hamburgo. En 2008/2009, se desempeñó como Asesora Principal sobre Agua para el 63 ° Presidente de la Asamblea General de las Naciones Unidas y fue líder en la campaña para que las Naciones Unidas reconocieran el agua como un derecho humano.

## Reconocimientos
Maude ha recibido catorce doctorados honoris causa honorarios, así como varios premios, incluido el Premio Right Livelihood 2005, el Premio 2005 Lannan Foundation Cultural Freedom Fellowship, la Citation of Lifetime Achievement en los Canadian Environment Awards 2008, el Premio al Logro Ambiental Sobresaliente del Día de la Tierra de Canadá 2009, el Premio al Héroe Ecológico Planet in Focus 2009 y el Premio EarthCare 2011.

## Obras publicadas

### Libros: Autoría principal o coautoría
- Parcel of Rogues: How Free Trade Is Failing Canada – Key Porter Books, Toronto (1990)
- Take Back the Nation (con Bruce Campbell) – Key Porter Books, Toronto (1992)
- Take Back the Nation 2 (con Bruce Campbell) – Key Porter Books, Toronto (1993)
- Class Warfare: The Assault on Canada's Schools (con Heather-Jane Robertson) – Key Porter Books, Toronto (1994) ISBN 1-55013-559-7.
- Straight through the Heart: How the Liberals Abandoned the Just Society (con Bruce Campbell) – Harper Collins, Toronto (1995) ISBN 0-00-638580-X.
- The Big Black Book: The Essential Views of Conrad and Barbara Amiel Black (con Jim Winter) – Stoddart, Toronto (1997) ISBN 0-7737-5904-2.
- MAI: The Multilateral Agreement on Investment and the Threat to Canadian Sovereignty (con Tony Clarke) – Stoddart (1997) ISBN 0-7737-5946-8.
- MAI: The Multilateral Agreement on Investment and the Threat to American Freedom (con Tony Clarke) – Stoddart, Toronto (1998)
- The Fight of My Life: Confessions of an Unrepentant Canadian – Harper Collins, Toronto (1998) ISBN 0-00-255761-4.
- MAI: The Multilateral Agreement on Investment Round 2; New Global and Internal Threats to Canadian Sovereignty (con Tony Clarke) – Stoddart, Toronto (1998)
- Frederick Street: Life and Death on Canada's Love Canal (con Elizabeth May) – Harper Collins, Toronto (2000)
- Global Showdown: How the New Activists Are Fighting Global Corporate Rule (con Tony Clarke) – Stoddart, Toronto (2001) ISBN 0-7737-3264-0.
- Blue Gold: The Battle Against Corporate Theft of the World's Water (con Tony Clarke) – Stoddart, Toronto (2002) ISBN 0-7710-1086-9.
- Profit Is Not the Cure: A Citizen's Guide to Saving Medicare – McCelland & Stewart, Toronto (2002) ISBN 0-7710-1084-2.
- Too Close For Comfort; Canada's Future Within Fortress North America – McClelland & Stewart, Toronto (2005) ISBN 0-7710-1088-5.
- Blue Covenant: The Global Water Crisis and the Fight for the Right to Water – McClelland & Stewart, Toronto (October 16, 2007) ISBN 978-0-7710-1072-9. Traducido al francés, árabe, japonés, portugués, coreano, griego, turco y español.
- Blue Future: Protecting Water for People and the Planet Forever - House of Anansi, Inc., Toronto (September 2013) ISBN 978-1-7708-9406-8 (print version), 978-1-7708-9407-5 (e-book).
- Boiling Point: Government Neglect, Corporate Abuse, and Canada's Water Crisis - ECW Press, Toronto (September 2016) ISBN 978-1-7704-1355-9 (print version).
- Whose Water is it Anyway? Taking water protection into public hands. - ECW Press, Toronto (September 2019) ISBN 177-0-4143-04 (print version).

### Libros: Autora contribuyente
- The Silent Revolution: Media, Democracy and the Free Trade Debate. University of Ottawa Press, Ottawa. 1990. ISBN 978-0776602967.
- Trading Freedom: How Free Trade Affect our Lives, Work, and Environment – Institute for Policy Studies, Washington (1992)
- The American Review of Canadian Studies – Twentieth Anniversary Issue of The Association for Canadian Studies in the United States, Washington (1992)
- Crossing the Line: Canada and Free Trade With Mexico - New Star Publications, Vancouver (1992)
- The Charlottetown Accord, the Referendum, and the Future of Canada – University of Toronto Press, Toronto (1993)
- The Trojan Horse: Alberta and the Future of Canada – Black Rose Books, Edmonton (1995)
- The Case Against the Global Economy – Sierra Club Books, New York (1996)
- Globalization and the Live Performing Arts, Conference Papers – Monash University, Melbourne (2001)
- Alternatives to Economic Globalization, a Report of the International Forum on Globalization – Berrett-Koehler Publishers, San Francisco (2002)
- Whose Water Is It? The Unquenchable Thirst of a Water-Hungry World – Editado por Bernadette McDonald and Douglas Jehl, National Geographic, Washington (2003)
- Meeting the Global Challenge: Competitive Position and Strategic Response – BMA Program, Edited by Tom Wesson, York University Press, Toronto (2004)
- Globalization, Human Rights & Citizenship, An Anthology From the Gannett Lecture Series – Rochester Institute of Technology, Edited by Robert Manning – trade paperback (2005)

## Reportajes
- Blue Gold: The Global Water Crisis and the Commodification of the World’s Water Supply – International Forum on Globalization, San Francisco (June 1999) See also: Commodification of water
- The Free Trade Area of the Americas, The Threat to Social Programs, Environmental Sustainability and Social Justice – International Forum on Globalization, San Francisco (February 2001)
- The World Trade Organization and the Threat to Canada's Social Programs – The Council of Canadians, Ottawa (September 2001)
- Profit is not the Cure: A Call to Action on the Future of Health Care in Canada – The Council of Canadians, Ottawa (Winter 2002)
- Making the Links, A Citizen's Guide to the World Trade Organization and the Free Trade Area of the Americas (con Tony Clarke) – The Council of Canadians, Ottawa (Summer 2003)
- The Global Fight Against Privatization of Water – Annual Report, The World Forum on Alternatives, Geneva (April 2004)
- The Canada We Want, A Citizen's Alternative to Deep Integration – The Council of Canadians, Ottawa (March 2004)

## Documentales
Barlow está en el largometraje documental Blue Gold: World Water Wars de Sam Bozzo.
Barlow aparece en otros dos documentales recientes sobre temas relacionados con los derechos del agua: el documental de Irena Salina Flow: For Love of Water y el Agua sobre la mesa de Liz Marshall. [4] Barlow también contribuye a un blog asociado con Agua en la mesa.
Barlow es el tema de un documental de la National Film Board of Canada Democracy à la Maude, así como de una biografía de CBC TV Life and Times.
La película de Bollywood Paani, dirigida por Shekhar Kapur, se basa en Blue Covenant: The Global Water Crisis y The Coming Battle for the Right. [5] [6]